# Вольрад (князь Шаумбург-Липпе)
Эрнст Вольрад, князь Шаумбург-Липпе (нем. Ernst Wolrad Prinz zu Schaumburg-Lippe; 19 апреля 1887, Штадтхаген, Нижняя Саксония — 15 июня 1962, Ганновер, Нижняя Саксония, ФРГ) — глава княжеского дома Шаумбург-Липпе (26 марта 1936 — 15 июня 1962).

## Биография
Родился 19 апреля 1887 года в Штадтхагене (княжество Шаумбург-Липпе). Четвертый сын Георга, князя Шаумбург-Липпе (1846—1911), и его жены, принцессы Марии Анны Саксен-Альтенбургской (1864—1918).
26 марта 1936 года после гибели в авиакатастрофе в Мексике своего старшего брата, князя Адольфа II (1883—1936), Вольрад стал главой княжеского дома Шаумбург-Липпе.
В 1936 году Вольрад Шаумбург-Липпе вступил в ряды НСДАП, с 1937 года — штурмфюрер СА. В 1949 году во время Денацификации князь Вольрад Шаумбург-Липпе был отнесен в четвертую категорию (соучастник нацизма).
Резиденцией князя Вольрада был замок Хагенбург (летняя резиденция княжеского рода) на берегу озера Штайнхудер. Во владении княжеской семьи еще до Второй мировой войны находились серные и грязевые источники в Бад-Айльзене (район Шаумбург), где лечились больные с подагрой, ревматическими и метаболическими заболеваниями. С 1941 по 1945 год источники Бад-Айльзена находился в ведении Люфтваффе, в 1945—1955 годах им владели ВВС Великобритании. В 1955 году князь Вольрад Шаумбург-Липпе получил обратно лечебные источники, которые продал в 1957 году оздоровительному центру Kurpark.
15 июня 1962 года 75-летний князь Вольрад Шаумбург-Липпе скончался в Ганновере. Его титул унаследовал его второй сын, Филипп-Эрнст (1928—2003), глава дома Шаумбург-Липпе в 1962—2003 годах.

## Брак и дети
15 апреля 1925 года в Зимбах-ам-Инне Вольрад Шаумбург-Липпе женился на своей троюродной сестре, принцессе Батильде Шаумбург-Липпе (11 ноября 1903 — 29 июня 1983), единственной дочери принца Альбрехта Шаумбург-Липпе (1869—1942) и герцогини Эльзы Вюртембергской (1876—1936). У них было четверо детей:
- Георг-Вильгельм, наследный принц Шаумбург-Липпе (26 января 1926, Хагенбург — 29 апреля 1945, Нёссиге), умер в бою в 19 лет
- Филипп-Эрнст, князь Шаумбург-Липпе (26 июля 1928, Хагенбург — 28 августа 2003, Бюккеберг), женат с 1955 года на баронессе Еве-Бените фон Тиле-Винклер (1927—2013), 2 сыновей:
  - Георг-Вильгельм (1956-1983)
  - Александр (род. 1958)
- Константин, принц Шаумбург-Липпе (22 декабря 1930, Хагенбург — 16 апреля 2008), 1-я жена с 1956 года Зигрид Кнапе (1929—1997), 2-я жена с 1998 года Петра Маасс (род. 1951), сын и дочь от первого брака:
  - Йорк Шаумбург-Липпе (род. 1960), сын Николай-Йорк (1989-2016)
  - Татьяна Шаумбург-Липпе (1962-2021), замужем не была, детей не оставила
- Виктория Луиза, принцесса Шаумбург-Липпе (род. 31 июля 1940, Хагенбург), 1-й муж с 1966 года Карл Георг, граф Штакельберг (1913—1980), 2-й муж с 1983 года Юрген фон Герне (1908—2001), 2 сына от первого брака:
  - граф Арвед-Андре фон Штакельберг (род. 1967)
  - граф Стефан-Маттиас фон Штакельберг (род. 1968)